# Dorfkirche Godlinze

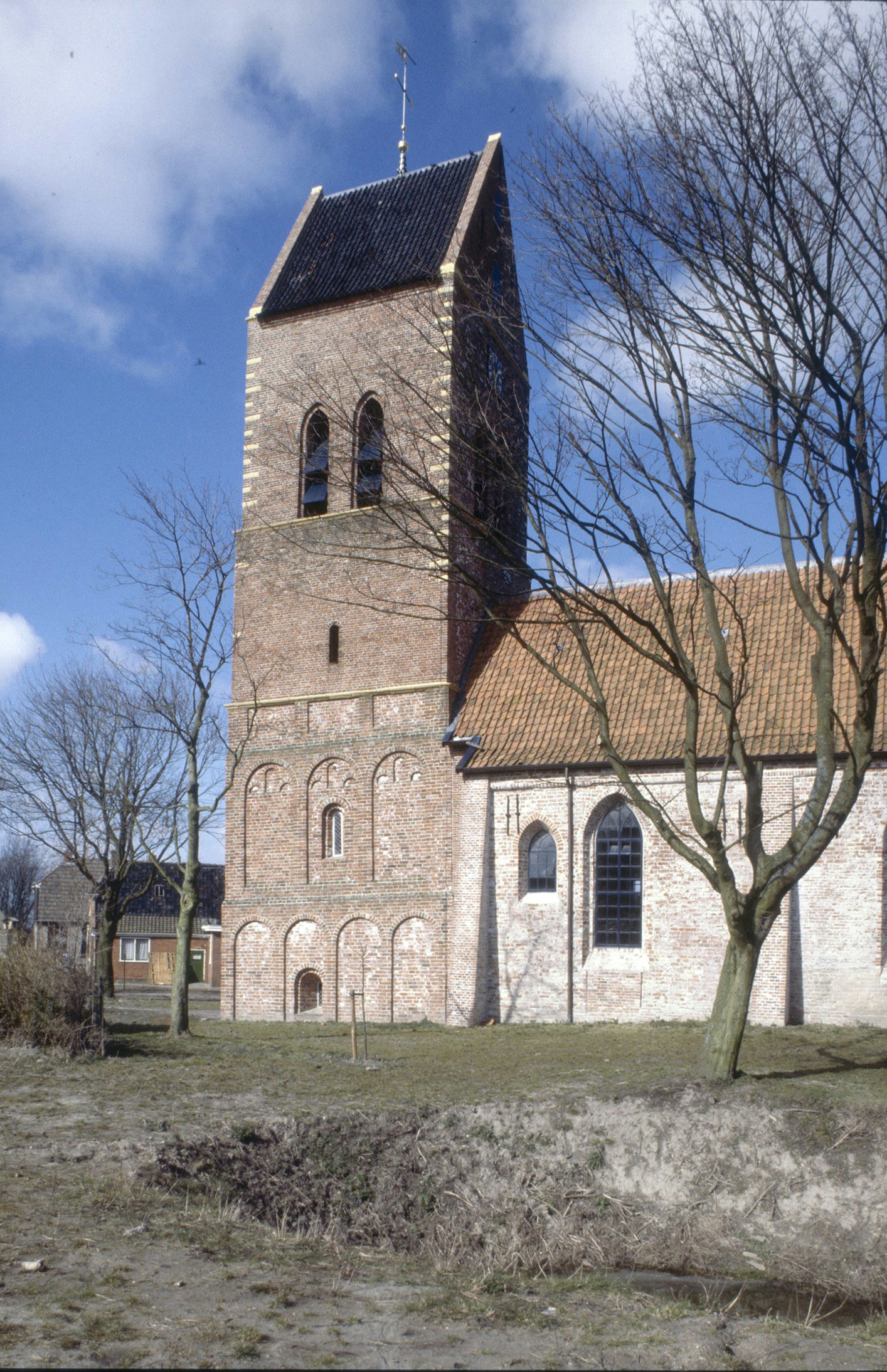
Dorfkirche Godlinze

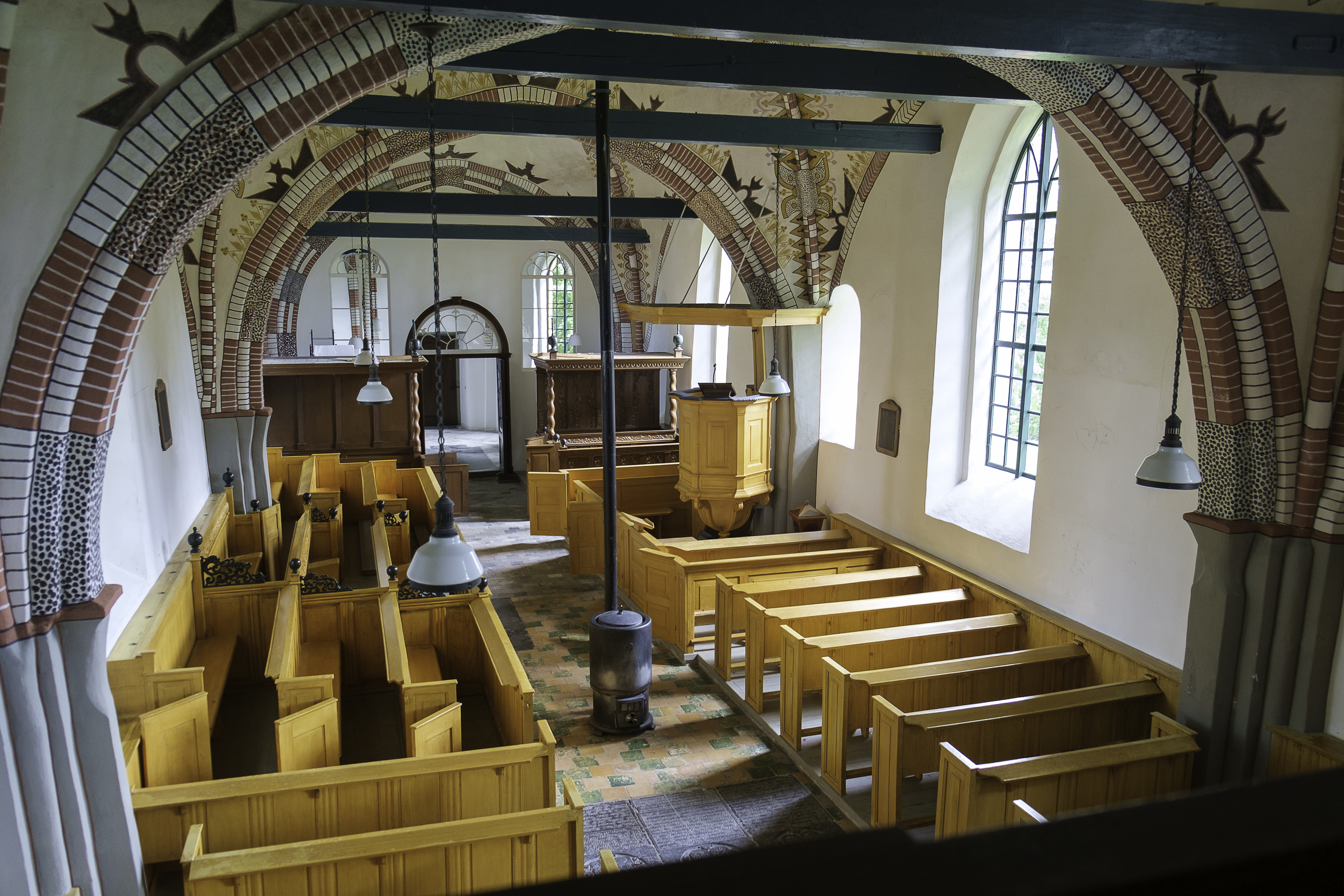
Innenansicht

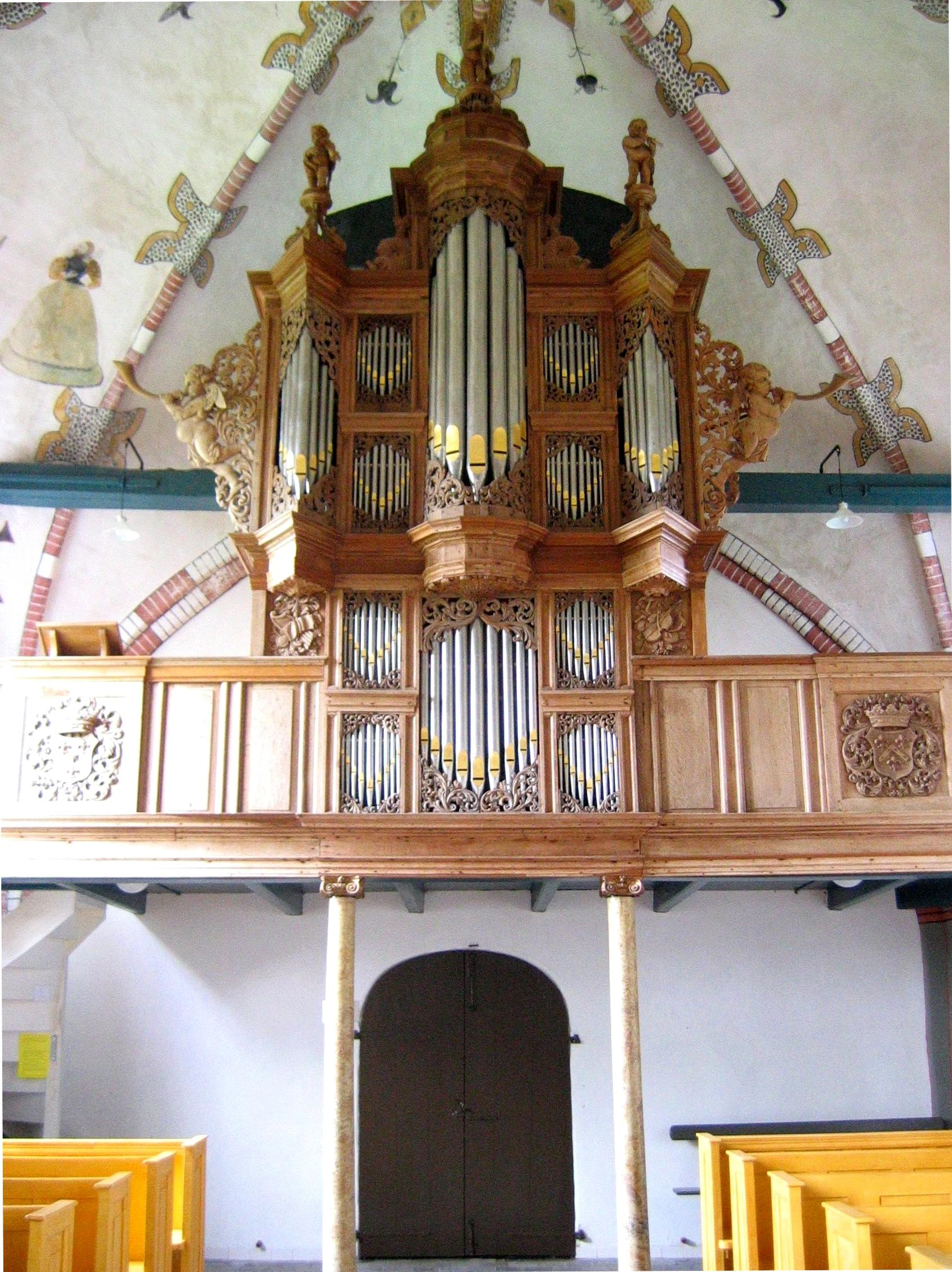
Orgel

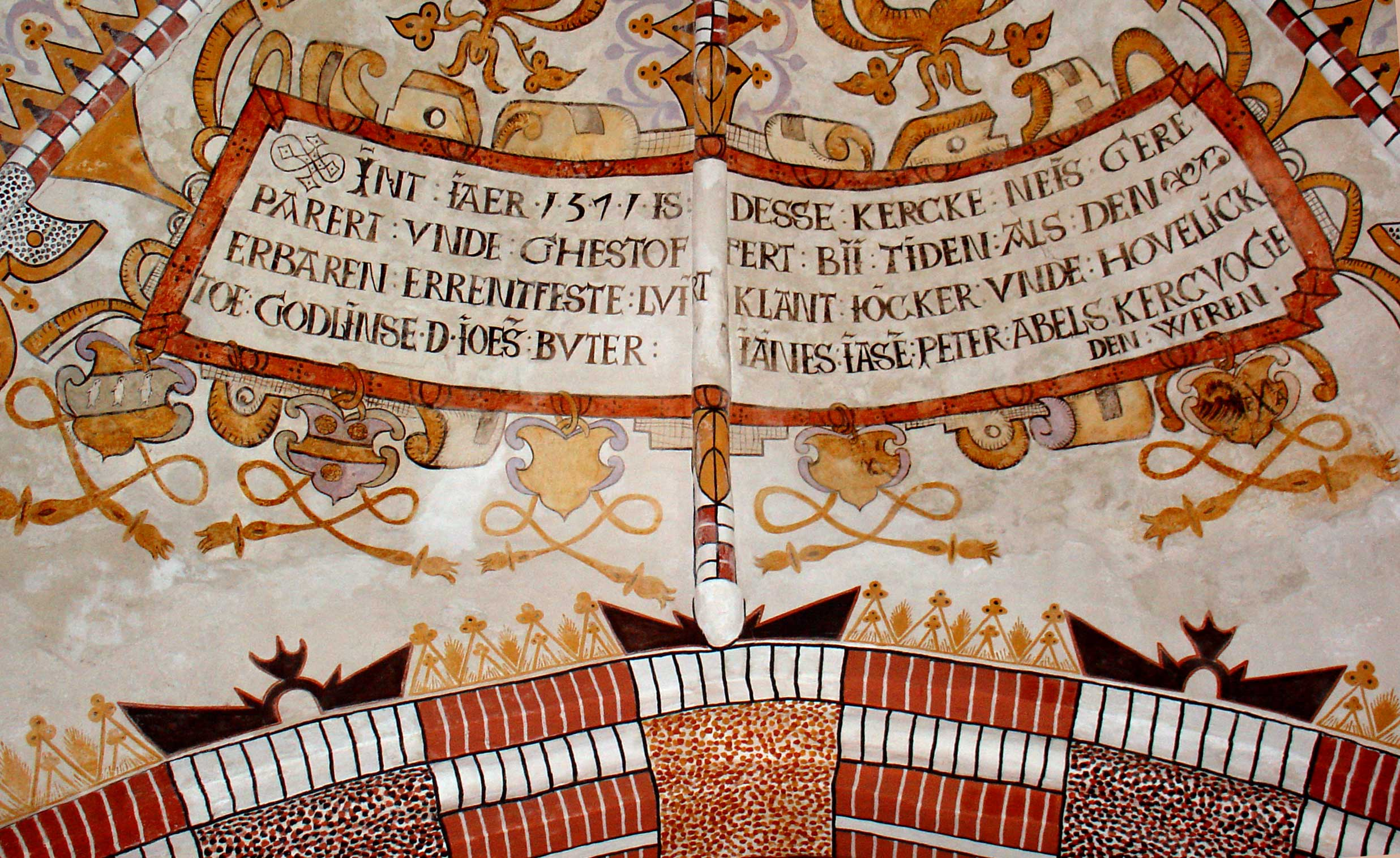
Inschrift im Mittelschiffsgewölbe zur Renovierung

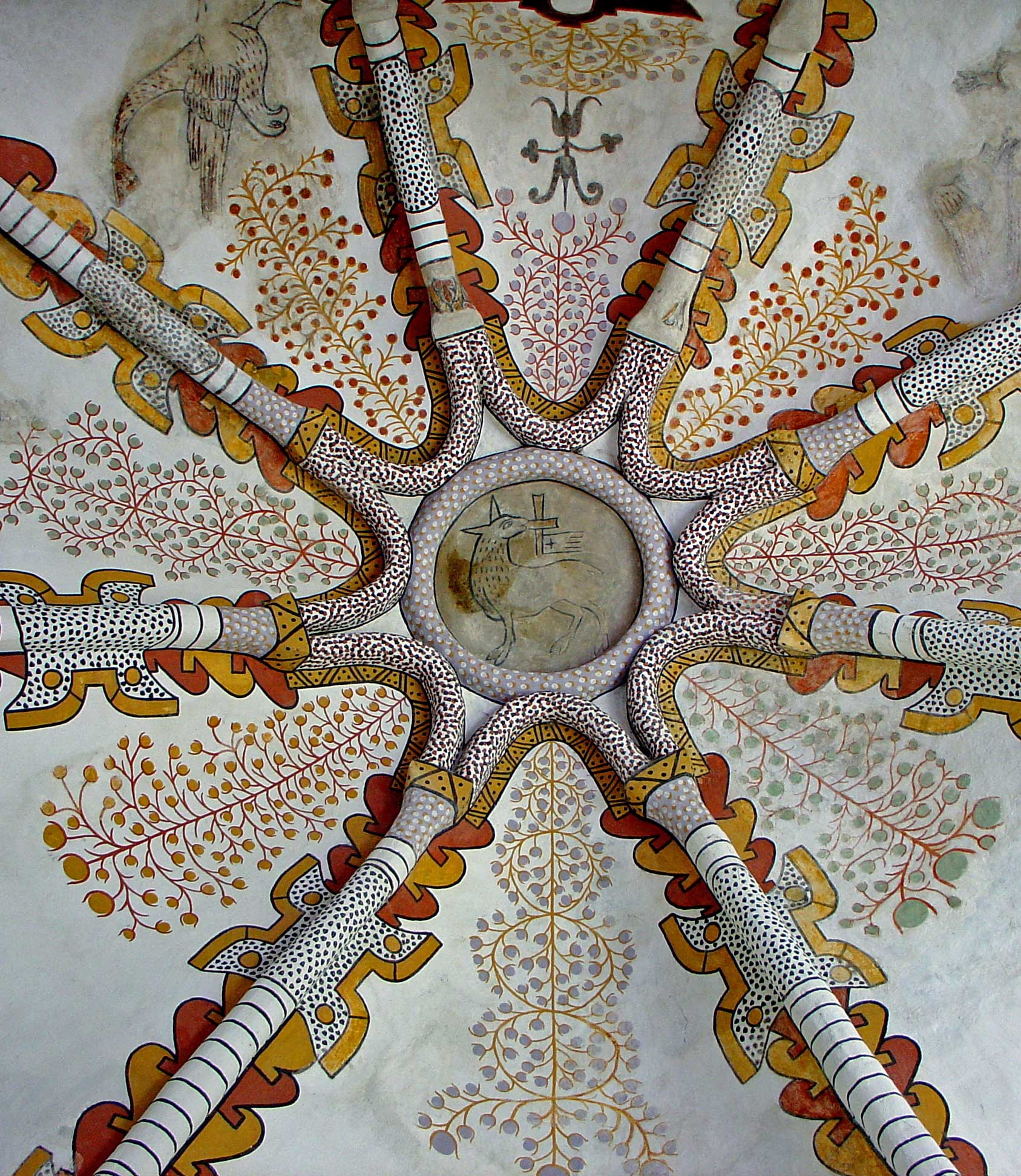
Darstellung des Lamms Gottes im Ringschlussstein

Die Dorfkirche, auch Pankratiuskirche, niederländisch Pancratiuskerk, ist ein romanisch-gotischer Kirchenbau aus dem 13. Jahrhundert in Godlinze, in der Groninger Gemeinde Eemsdelta. Die Kirche ist im Besitz der Stichting Oude Groninger Kerken.

## Äußeres
Die Kirche wurde zunächst aus Tuffstein gebaut und war wahrscheinlich nicht länger als zwei Joche. Um 1150 wurde die Kirche jedoch nach Westen mit einem kleineren Format aus Tuffstein erweitert. Im 13. Jahrhundert wurde die Kirche mit Backsteinen erweitert und die Mauern wurden erhöht. Damals war das Gebäude auch mit kuppelartigen Domikalgewölben ausgestattet, obwohl die Konstruktion heute auch von Zugankern getragen wird.
In der Nordwand ist der spätromanische Charakter des Baus am besten erhalten. Nach C. H. Peters stammt der außen fünfseitige und innen halbrunde Chor aus der zweiten Hälfte des 15. Jahrhunderts. Im Chor befindet sich auch eine Sakramentsnische aus dem 15. Jahrhundert. Ursprünglich war die Kirche durch je ein Portal in der Südwand und in der Nordwand zugänglich. Beide Eingänge sind heute noch teilweise sichtbar. Im Jahre 1703 wurde der Eingang in den Turm an der Westseite verlegt. Im Jahr 1865 wurde die Kirche mit Zement repariert und ein zweiter Eingang im Altarraum hinzugefügt. Wahrscheinlich wurde damals auch eine Trennung zwischen Chor und Kirchenschiff vorgenommen. Im Jahr 1985 wurde der Putz von außen entfernt, ebenso wie eine Reihe von unwirksamen Strebepfeilern. Die Spitzbogenfenster stammen aus dem 16. Jahrhundert.

## Turm
Auch der Turm wurde in mehreren Phasen gebaut. Der untere Teil wurde um 1200 gebaut. Der Turm stand wahrscheinlich im Weg, als die Kirche in westlicher Richtung erweitert wurde, was die geringe Dicke der Westwand erklären könnte. Der Turm war ursprünglich viel höher und hatte wahrscheinlich ursprünglich eine gemauerte Spitze und gehörte damit (wie die Türme von Marum und Haren) eigentlich zu den Juffertürmen. Diese ursprüngliche Form leitet sich von der Darstellung des Kirchturms auf den frühesten bekannten Karten der Provinz Groningen von Jacob van Deventer (um 1545) und Christiaan Sgroten (1573) ab. Im 16. Jahrhundert war der Turm in südwestlicher Richtung geneigt. Ein Fassadenstein erwähnt eine Reparatur im Jahr 1554. Im Dezember 1583 stürzte der Turm ein, laut Abel Eppens, der in diesem Jahr (aufgrund seiner Wut über das „verdammte Papsttum“, das seiner Meinung nach die Kirchen vernachlässigte) schrieb: „Daeromme Godtlinser torne myt steen upgewelfelt stortet in decembri“. Der Turm wurde nach der Kapitulation von Groningen von 1594, als wieder Mittel zur Verfügung standen, auf seine heutige Höhe von 28,48 Metern umgebaut. Dieser Turmabschnitt besteht aus drei Etagen, die durch Gesimse deutlich voneinander getrennt sind. Die Turmuhr stammt aus dem Jahr 1435 und wurde dem Kirchenpatron Pancratius gewidmet. Die Glocke hat die folgende Inschrift:
„ANO DNI Mo CCCCo XXXo Vo IN HONORE PANCRATII JHESUS MARIA JOH̄ES“

## Inneres
Eine wichtige Restaurierung fand im Jahr 1571 statt, da die Kirche gerade zu dieser Zeit in die römisch-katholische Tradition zurückgeführt werden konnte. Den Auftrag dazu erteilte der Groninger Bischof Johannes Knijff. Die Verzierungen wurden in einem für diese Art von Kirche seltenen Renaissancestil angebracht. Auf einer Kartusche im Mittelschiffsgewölbe ist ein Text angebracht, der auf diese Restaurierung hinweist (siehe Bild). Dieser Text lautet:
„int iaer 1571 is desse kercke neis gere/parert unde ghestoffert bii tiden als den/ erbaren errentfeste luit klant io[n]cker unde hoveli[n]ck / toe godlinse d[ominus] io[ann]es buter ia[n]es ianse[n] peter abels kerckveden weren“
Im reich verzierten Chorgewölbe ist in der Mitte des Schlusssteins das Lamm Gottes dargestellt (siehe Bild). Es gibt auch Bilder von Christophorus, Patrick und Pancratius, von einer Frau im Glockengewand und einem Mann im Mantel, möglicherweise die Spender der Orgel. Außerdem sind vier an einem Lilienzweig hängende Figuren in spanischer Kleidung dargestellt.
Die Ausstattung der Kirche stammt hauptsächlich vom Ende des 18. Jahrhunderts. Grashuis und Buining fertigten zum Beispiel 1794 die Kanzel und das Taufgeländer an. Die meisten Kirchenbänke sind im gleichen Stil gehalten, wobei ältere Platten verwendet wurden. Das Herrschaftsgestühl an der Südseite stammt aus dem 17. Jahrhundert; es hat stilisierte Schnitzereien und einen Baldachin auf gedrehten Säulen. Das Herrschaftsgestühl an der Nordseite ist eine Kopie aus dem Jahr 1921. In der Kirche befinden sich noch einige Grabsteine von prominenten Bürgern. So finden sich im Seitenschiff des Kirchenschiffs eine Reihe von Grabsteinen aus dem 17. und 18. Jahrhundert. Unter dem Lettner befindet sich zum Beispiel der Grabstein von Wemerus Alberti († 1541). Im Chor befinden sich zwei Wappen mit dem Wappen Ubbena-Coenders, hier war früher eine Grabstätte für Everdina Ubbena († 1687).

## Orgel
Die Orgel wurde 1704 von dem Orgelbauer Arp Schnitger erbaut. Die Orgel wurde von den Kollatoren der Kirche Jan Rempt Renghers op Rengherda und Willem Alberda tot Godlinze gestiftet. Das Orgelgehäuse wurde von dem Groninger Stadtarchitekten Allert Meijer entworfen, die Holzschnitzerei stammt von Jan de Rijk. Die Orgel wurde 1785 von Albertus Antonius Hinsz zu einer Orgel mit einem Manual umgebaut. Die Orgel hat ein angehängtes Pedal.